# August Peukert

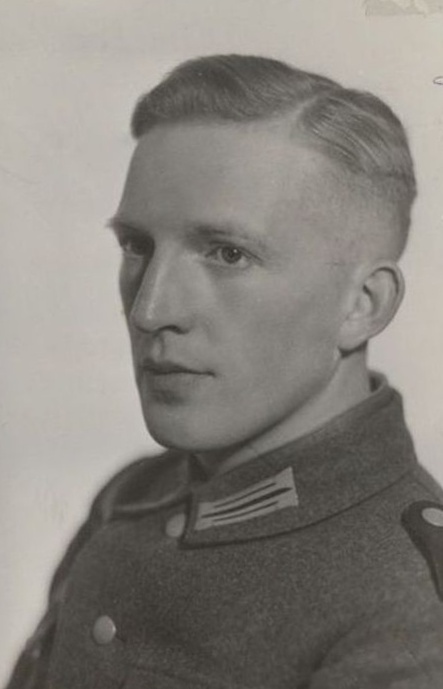
August Peukert im Jahr 1940

August Peukert (* 23. November 1912 in Großauheim (heute Stadtteil von Hanau); † 2. Februar 1986 in Hanau) war ein deutscher Maler und Glaskünstler.

## Leben und Werk
Er studierte ab 1926 bei den Professoren Schimke, Reissner, Estler und Reinhold Ewald an der Staatlichen Zeichenakademie in Hanau. Ab 1936 beteiligte er sich an Ausstellungen in Frankfurt a. M., München, Berlin und Flensburg. Von 1937 bis 1944 war er auf allen Großen Deutsche Kunstausstellungen in München vertreten. Als Soldat in Norwegen stellte er in Kristiansand seine zwischen 1941 und 1943 entstandenen Bilder vor. Nach Kriegsende zeigte er seine Arbeiten unter anderem in Rom, Stuttgart, München, Dresden, Karlsruhe, Berlin und Bukarest. Einzelausstellungen fanden in Hanau, Frankfurt, Fulda Offenbach Hildesheim und Ludwigsburg statt.
In den fünfziger Jahren arbeitete Peukert erstmals mit Glas, er experimentierte mit Glasmosaik und Glasmalerei. Es entstanden zahlreiche Arbeiten in Kapellen und Kirchen in der näheren Umgebung von Hanau, u. a. in der ev. Friedenskirche im Stadtteil Kesselstadt und 1951 in der St. Nikolauskirche in Hanau-Steinheim sowie in der kath. Kirche St. Paul zu Großauheim.
Weitere Arbeiten sind in der Kapelle des St. Vinzenz-Krankenhauses in Hanau, in der kath. Kirche in Maintal-Dörnigheim, der Friedhofskapelle in Bad Orb und der ev. Kirche in Hanau-Klein-Auheim. In der kath. Kirche in Neuhof bei Fulda befindet sich Peukerts größtes Wandmosaik auf einer Fläche von 10 × 14 m. Das umfangreichste Werk entstand in Form einer mehrteiligen Glasfensterwand in der ev. Kirche in Leverkusen-Mathildenhof.
1969 erhielt er die August-Gaul-Plakette, 1979 den Ehrenbrief des Landes Hessen.
Im Februar 2010 schenkte der Kunstsammler Alfons Kottmann dem Museum Schloss Philippsruhe 46 Werke von August Peukert. Im Dezember 2010 schenkte Peukerts Tochter Hilde Eich dem Museum Großauheim zehn Werke aus der Frühzeit des Künstlers.

## Ausstellungen
- 1953: Dresden, Dritte Deutsche Kunstausstellung[6]

- 2012: August Peukert – Monumentalwerke. Museum Großauheim, Großauheim.[7]